# Cerusita
La cerusita (conocida como sinónimo del carbonato de plomo o mena blanca de plomo) es un mineral  del grupo V según la clasificación de Strunz, consistente en carbonato de plomo (PbCO3), y constituye una de las menas más importantes del elemento plomo. El nombre procede etimológicamente del latín cerussa ("plomo blanco"). El mineral se conoce desde muy antiguo, fue mencionado por el naturalista suizo Conrad von Gesner en 1565, y en 1832 por François Sulpice Beudant aplicado el nombre ceruse al mineral, mientras que la actual forma, cerusita se debe a W. Haidinger en 1845.

## Características
La cerusita cristaliza en sistema cristalino ortorrómbico y es isomorfa con el aragonito. La cerusita es frágil, y por lo general muestar fractura de tipo concoidea, aunque existen planos de macla distinguibles según {110} y {021}. Al igual que en el aragonito, en la cerusita es muy frecuente la aparición de maclas. Las formadas por dos cristales según {110} tienen forma de V, siendo frecuentes las maclas múltiples con formas que se asemejan a los copos de nieve.  Estas maclas pueden agruparse formando tramas en celosía. también existen maclas según {130}, que tienen forma de corazón. Los cristales  pueden ser de diversos colores, desde incoloro a blanco, gris, amarillo, azul, verde o pardo. A veces tiene un color casi negro por la presencia de abundantes inclusiones  microscópicas de galena. Además de como cristales derfinidos, aparece en forma granular y fibrosa. Es soluble en ácido nítrico diluido, con desprendimiento de CO2.Puesto que es el mineral de plomo más estable en las condiciones del ambiente exterior, aparece como pseudomorfosis de otros minerales de plomo, especialmente de galena y de anglesita.

## Yacimientos

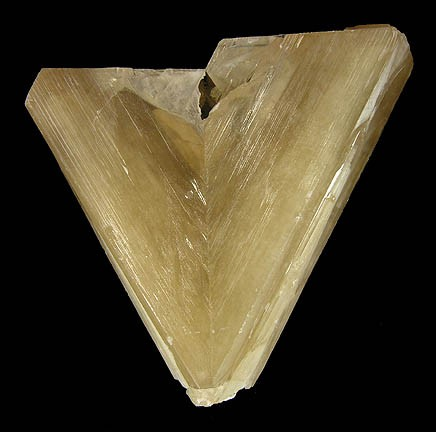
Cerusita maclada. Mina de Touissit, Uchda (Marruecos). Altura, 5,7 cm.

La cerusita es un mineral muy común, y aparece en mayor o menos cantidad en todos los yacimientos de minerales de plomo. Se ha señalado en más de 4.000 localidades, en prácticamente todos los países del mundo. Los cristales y maclas  de cerusita pueden alcanzar tamaños de hasta 10 cm, y son muy apreciados por los coleccionistas. Entre las localidades donde se han obtenido puede destacarse la mina de Tsumeb, en la región de Oshikoto (Namibia), donde aparecieron maclas de un tamaño de hasta 20 cm; la mina de Touissit, en la provincia de Jerada (Marruecos); la mina de  Broken Hill, en Nueva Gales del Sur (Australia). Los cristales de cerusita de considerable longitud, con aspecto fibroso, se pueden encontrar en las minas del Pentire Glaze cerca de St Minver en Cornualles y son considerados clásicos en las antiguas colecciones. En España se han encontrado ejemplares notables en las mina de Bellmunt (Tarragona), especialmente en la llamada Mineralogía; en la mina de El Borracho, en Garlitos (Badajoz); en las Minas del General, en Cabezarrubias del Puerto (Ciudad Real), en la corta San Valentín, Cartagena - La Unión (Murcia), en este último caso también como pseudomorfosis de cristales de anglesita, y en otras muchas localidades.

## Usos comerciales
Hasta el siglo XIX, la cerusita no era un mineral de plomo muy apreciado, dado que su contenido de plata era mucho menor que el de la galena, y este último metal resultaba económicamente muy significativo en las explotaciones de plomo. Se empleaba como ingrediente principal del «blanco de plomo», sobre todo en las pintura de plomo (hoy en día retiradas del mercado debido a su toxicidad). La ingestión de pinturas basadas en plomo suelen ser las causas más frecuentes de envenenamiento por plomo en los niños. Ambos el óxido de plomo PbO ("blanco de plomo" se han empleado en cosmética a lo largo de la historia, aunque su empleo ha cesado en occidente en la actualidad. Aunque es demasiado blanda para su uso en joyería, la cerusita se ha tallado como gema de colección, tanto cristales incoloros como los de color marrón claro. Uno de los ejemplares más espectaculares de cerusita facetada, obtenida con material en bruto de tsumeb, considerado el mayor del mundo, es conocido con el nombre de Luz del Desierto, y se encuentra en el Museo Real de Ontario.

## Literatura
- Edition Dörfler: Mineralien Enzyklopädie, Nebel Verlag, ISBN

- Prof. Dr. Martin Okrusch, Prof. Dr. Siegfried Matthes: Mineralogie, Springer Verlag Berlín (2005), ISBN

- H. J. Rösler: Lehrbuch der Mineralogie. 3. Auflage VEB Deutscher Verlag für Grundstoffindustrie Leipzig
- H. von Philipsborn: Tafeln zum Bestimmen der Minerale nach äußeren Kennzeichen. 2. Auflage, E.Schweizerbartsche Verlagsbuchhandlung